# ديكي موريموتو
ديكي موريموتو (باليابانية: 森本大貴) هو لاعب كرة قدم ياباني، ولد في 15 سبتمبر 1995 في توتوري في اليابان. لعب مع Matsumoto Yamaga FC ‏.

## وصلات خارجية
- ديكي موريموتو على موقع رابطة كرة القدم اليابانية للمحترفين (اليابانية)
- ديكي موريموتو على موقع قاعدة بيانات كرة القدم.إي يو (الإنجليزية)
- ديكي موريموتو على موقع Soccerway.com (الإنجليزية)